# Fulstone
Fulstone – osada w Anglii, w hrabstwie West Yorkshire, w dystrykcie Kirklees, w civil parish Holme Valley. Leży 8 km od miasta Huddersfield. W 1931 roku civil parish liczyła 2127 mieszkańców. Fulstone jest wspomniana w Domesday Book (1086) jako Fugelestun.